# Districtul Unterallgäu
Districtul Unterallgäu este un district rural (germană: Landkreis) din regiunea administrativă Șvabia (Regierungsbezirk Schwaben), landul Bavaria, Germania.

## Orașe și comune
| orașe 1. Bad Wörishofen (13.909) 2. Mindelheim (14.162) comune (târg) 1. Babenhausen (5.284) 2. Bad Grönenbach (5.160) 3. Dirlewang (2.123) 4. Erkheim (2.987) 5. Kirchheim in Schwaben (2.544) 6. Legau (3.102) 7. Markt Rettenbach (3.701) 8. Markt Wald (2.319) 9. Ottobeuren (8.048) 10. Pfaffenhausen (2.367) 11. Türkheim (6.642) 12. Tussenhausen (2.963) | comune 1. Amberg (1.302) 2. Apfeltrach (971) 3. Benningen (2.094) 4. Böhen (690) 5. Boos (1.961) 6. Breitenbrunn (2.306) 7. Buxheim (3.049) 8. Egg an der Günz (1.136) 9. Eppishausen (1.858) 10. Ettringen (3.335) 11. Fellheim (1.220) 12. Hawangen (1.239) 13. Heimertingen (1.713) 14. Holzgünz (1.133) 15. Kammlach (1.835) 16. Kettershausen (1.747) 17. Kirchhaslach (1.287) 18. Kronburg (1.714) 19. Lachen (1.394) 20. Lauben (1.338) 21. Lautrach (1.187) 22. Memmingerberg (2.582) 23. Niederrieden (1.273) 24. Oberrieden (1.253) 25. Oberschönegg (967) 26. Pleß (864) 27. Rammingen (1.380) 28. Salgen (1.443) 29. Sontheim (2.501) 30. Stetten (1.374) 31. Trunkelsberg (1.784) 32. Ungerhausen (1.062) 33. Unteregg (1.348) 34. Westerheim (2.073) 35. Wiedergeltingen (1.380) 36. Winterrieden (908) 37. Wolfertschwenden (1.855) 38. Woringen (1.844) |